# Château de La Fontaine (Loiret)
Pour les articles homonymes, voir Château de la Fontaine.
Le château de La Fontaine est un château français situé sur le territoire de la commune d'Olivet dans la région naturelle du Val de Loire, le département du Loiret et la région Centre-Val de Loire.

## Situation
Le parc de La Fontaine occupe 20 hectares, sur la rive nord de la rivière du Loiret, en bordure de la ville d'Olivet. Le parc est traversé par un bras du Loiret. Le long de la rivière, le parc est bordé par deux moulins, à l'ouest le moulin des Béchets et à l'est le moulin Saint-Julien. Il fait face au moulin Saint-Samson, qui est sur la rive sud.

## Histoire
Dès le VIe siècle, les rives du Loiret furent occupées par des ordres religieux, qui y construisirent les levées et les moulins. Les religieuses du prieuré de La Madeleine possédaient une bonne partie du terrain occupé aujourd'hui par le parc de La Fontaine, ainsi que les deux moulins voisins, les Béchets et Saint-Julien.
Au Xe siècle, elles construisirent un petit oratoire consacré à saint Julien le pauvre, saint patron des bateliers d'eau douce. Les pèlerins affluaient, attirés par une source proche de l'oratoire, appelée la fontaine de Saint-Julien, qui était réputée guérir la gale. S'il s'agit de la même source, voilà la première mention de la source qui donnera plus tard son nom à La Fontaine.
À la fin du XVIe siècle, les saccages protestants lors des guerres de religion appauvrirent les communautés religieuses du Loiret, qui durent vendre certaines de leurs terres. C'est ainsi qu'un fermier, Martin Courtigier, acquit en 1575 un terrain agricole de quatre arpents (deux hectares) au lieu-dit la fontaine de Saint Julien. Il construisit une ferme à l'emplacement de l'orangerie actuelle. La  propriété passa ensuite de main en main. Claude Le Semelier, échevin d'Orléans, bâtit  à l'emplacement des communs actuels une maison des vignes — équivalent d'une maison de campagne — de trois chambres.
En 1638, Léonor de Raganne acheta la propriété de La Fontaine et l'agrandit jusqu'à 200 arpents (100 hectares). Il construisit la partie centrale du château et l'orangerie. Il aménagea un parc à la française avec des ronds-points en étoile. La tradition veut que Le Nôtre ait dessiné le plan du parc, comme celui d'autres propriétés le long du Loiret et notamment le parc de la Source. La propriété passa ensuite à François Le Rebours, prévôt d'Orléans, puis à la marquise de Maupas.
En 1754, celle-ci vendit la propriété à Ignace Seurrat de Saint Jean. Mme Pinchinat, sa sœur, née Avoye Seurrat, gère pour son compte le domaine où elle réside une grande partie de l’année. Elle en hérite en 1778. Elle construisit les deux pavillons.
Au château de la Fontaine, la famille Pinchinat reçoit le peintre Perroneau qui, lors de ses séjours, effectue des portraits de la famille : Madame, surnommée à Orléans La Belle Pinchinat, en 1760, Monsieur en 1770 et en 1765, leur fille Félicité (future épouse du maire d’Orleans Joseph Seurrat de Guilleville) qu’il représente en Diane, à seize ans, et qui figure au musée des beaux arts d’Orléans. 
À la Révolution, les biens du clergé furent confisqués et mis en vente. C'est ainsi que les religieuses de la Madeleine perdirent au profit de Mme Pinchinat les deux moulins voisins, les Béchet et Saint-Julien, ainsi que la chaussée des Béchets.
En 1797, à la mort de Mme Pinchinat, la propriété passa à son arrière-petit-fils, Léon Hector Patas d'Illiers. Celui-ci se passionna pour l'aménagement de la propriété, ce qui lui valut le surnom de l'amateur de jardins. Il transforma le parc classique à la française pour en faire un parc à l'anglaise, selon le goût de l'époque. Cependant, il conserva les deux ronds-points en étoile, caractéristiques du style classique, et aménagea un potager à la française. Il planta de nombreuses essences et ménagea des vues sur les moulins et sur la cathédrale d'Orléans. Le tracé du petit bras de la rivière fut redessiné et la source s'abrita sous une grotte artificielle imitant la nature. Il construisit sur le côté ouest du château une bibliothèque de forme ovale. La façade nord reçut une colonnade en pergola, qui a disparu depuis, et un fronton toscan. Sur la façade sud, il remplaça les mansardes classiques par un demi-étage aux fenêtres basses, du style de la Malmaison. Il agrandit la propriété en achetant le moulin et la maison du Bac, ainsi que la ferme des Blanchisseries à l'est. Il construisit deux pavillons de gardiens, l'un à l'ouest et l'autre au nord.
Léon Ernest Patas d'Illiers, fils de Léon Hector, créa la serre entre le château et l'orangerie.
Le château fut inondé à plusieurs reprises par les crues du Loiret et fut restauré à chaque fois. Gaston Patas d'Illiers, petit-fils de Léon Ernest, fut un sculpteur animalier réputé. Au XXe siècle, la propriété  diminua, passant à 20 hectares, en perdant notamment les moulins, la ferme et les pavillons de gardiens. Aujourd'hui, La Fontaine reste une habitation privée, occupée par la même famille depuis deux siècles et demi.

## Description

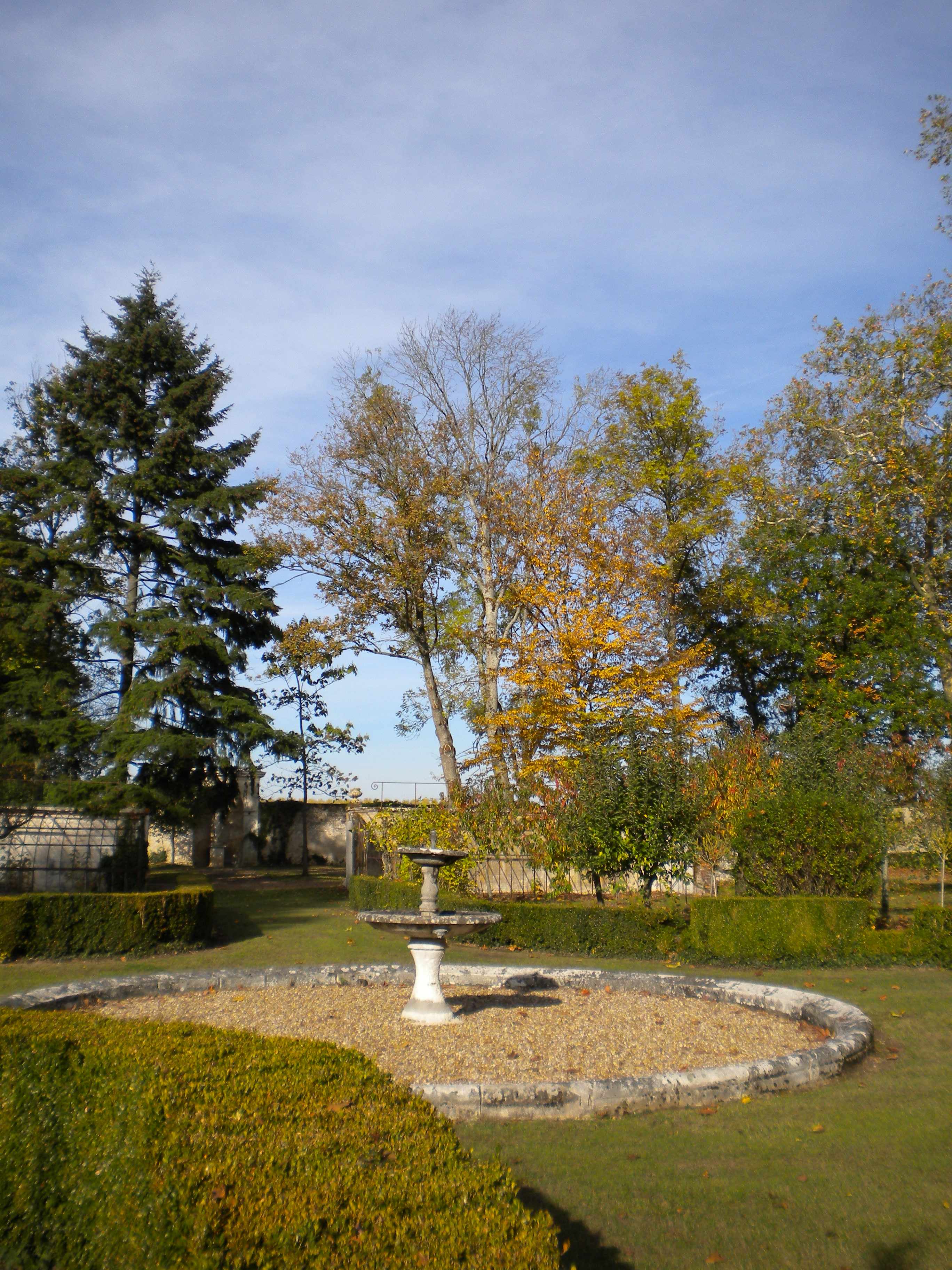
Vue du potager

Le parc de La Fontaine est un site classé depuis 1935, et il est entièrement inclus dans la ZPPAUP de la rivière du Loiret.
Le parc représente un exemple intéressant de l'architecture des jardins du XVIIe siècle et du XIXe siècle.  La juxtaposition d'éléments de style classique et de style anglais, parfaitement maîtrisée, ne rompt pas l'harmonie de l'ensemble.
Deux ronds-points en étoile se font vis-à-vis, chacun ouvrant sur huit allées à travers la futaie de chênes. Le rond-point sud fait pendant au bassin placé au centre du potager à la française. La partie à l'anglaise présente des pelouses en pentes douces et des massifs qui imitent la nature tout en ménageant des percées vers les vues intéressantes.
Les essences sont nombreuses - cèdres, ginkgos, tulipiers, bambous, magnolias, cyprès chauves - et certains arbres sont de taille majestueuse. Les eaux calmes du Loiret font miroir et ajoutent au charme des rives. Le parc de La Fontaine, arboré et tranquille, permet à de nombreux oiseaux sauvages de nicher et de se reproduire.

## Ouverture
Pour financer l'entretien de la propriété, une partie est louée à des particuliers ou des entreprises, pour des réceptions ou des séminaires, sous la dénomination domaine de La Fontaine.
Le parc de La Fontaine est ouvert au public lors de visites guidées organisées par l'office de tourisme et pour les journées du patrimoine. Il a aussi été ouvert au public lors de manifestations organisées par des associations locales comme l'association de protection du site du Loiret et l'association à la recherche du passé d'Olivet. L'association des amis du château de La Fontaine organise régulièrement des évènements dans le site. L'association lumières et sons d'autrefois  y a organisé en septembre 2012 un spectacle son et lumière.